# 棕冠唐纳雀属
棕冠唐纳雀属（学名：Creurgops）是唐纳雀科下的一个属。

## 下属物种
本属包括以下物种：
- 灰蓝唐纳雀 Creurgops dentatus (P.L.Sclater & Salvin, 1876)
- 棕冠唐纳雀 Creurgops verticalis P.L.Sclater, 1858